# Eobasileus cornutus
L'eobasileo (Eobasileus cornutus) era un mammifero preistorico, vissuto nell'Eocene medio e superiore negli Stati Uniti.

## Descrizione

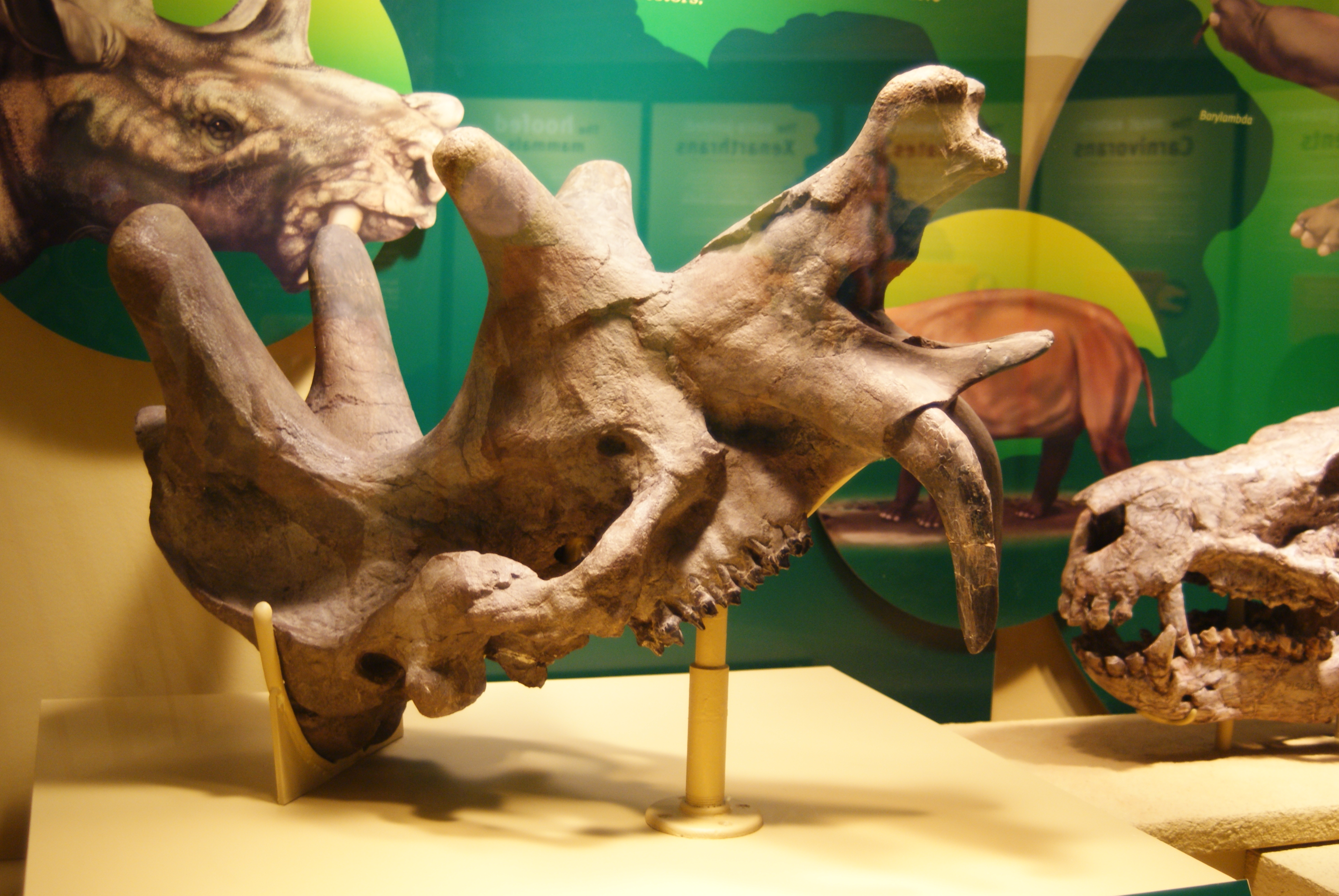
Cranio di Eobasileus cornutus

Il nome di questo animale significa "antico re cornuto", e in effetti non poteva essere più appropriato. L'aspetto dell'eobasileo era davvero impressionante: il corpo, lungo quattro metri e alto due metri e dieci alla spalla era sorretto da quattro robustissime zampe munite di zoccoli, ma l'aspetto terrificante era fornito dal muso, che era dotato di ben sei corna simili a mazze, che si protendevano a coppie dal retro della testa, dalla regione sovrastante gli occhi e dalla parte anteriore del cranio. Queste corna erano probabilmente ricoperte da uno strato di pelle, come quelle dell'odierna giraffa, e con tutta probabilità venivano usate nei combattimenti intraspecifici e contro i predatori. Il paio di corna più piccole, quello nella parte frontale, era forse composto anche di cheratina, come il corno dei rinoceronti. Oltre alle corna, l'aspetto davvero appariscente di questo animale era dato anche dai due lunghi canini a forma di zanne che si protendevano dalla mascella superiore, e che in vita venivano "inguainati" in una flangia ossea nella mandibola. Il cervello di questo animale era di dimensioni minuscole, e probabilmente l'eobasileo, come tutti i suoi simili, era dotato di un comportamento sociale molto primitivo.

## Tassonomia
L'eobasileo fa parte dei dinocerati, un ordine (o sottordine) estinto di mammiferi che includeva forme cornute e dotate di zanne. Il più famoso di questi animali era Uintatherium, dell'Eocene inferiore e medio.